# Villars-les-Dombes
Villars-les-Dombes – miejscowość i gmina we Francji, w regionie Owernia-Rodan-Alpy, w departamencie Ain.

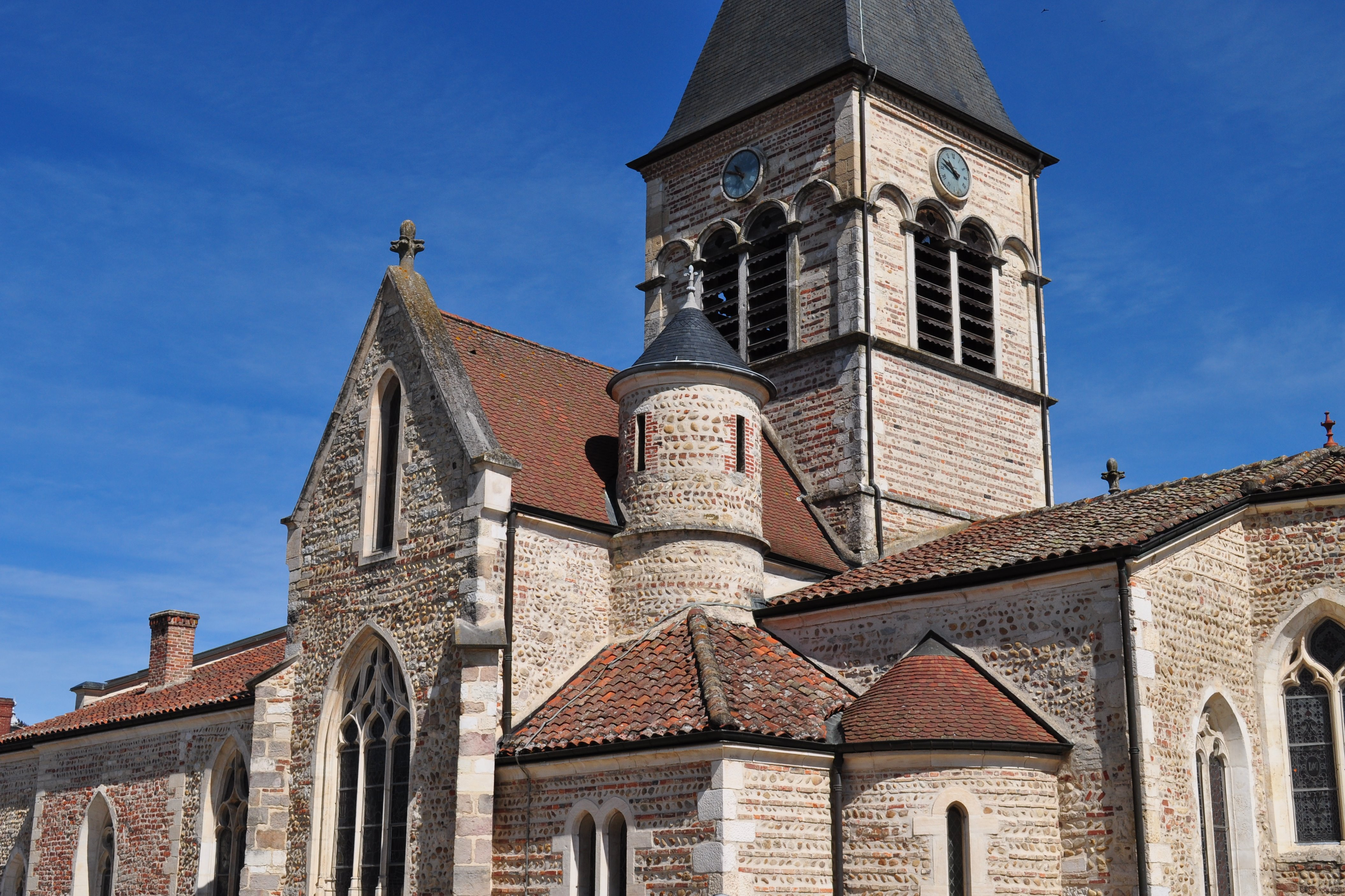
Kościół Narodzenia Najświętszej Marii Panny (2011 r.)

## Demografia
Według danych na styczeń 2012 roku gminę zamieszkiwały 4522 osoby, a gęstość zaludnienia wynosiła 183,6 osób/km².